# Nikolaos Lytras
Nikolaos Lytras (Νικόλαος Λύτρας (græsk), født 11. maj 1883 i Athen; død 1927 i Athen) var en græsk modernistisk maler, der specialiserede sig i portrætter, stilleben og landskaber.
Lytras fik sin første undervisning af faren Nikiforos Lytras der var lærer på kunstskolen i Athen ('Ανωτάτη Σχολή Καλών Τεχνών'), som Nikolaos Lytras forlod i 1903.
1907 fortsatte han studierne på kunstakademiet i München, hvor han blev bekendt med tysk ekspressionisme, grupperne Der Blaue Reiter og Die Brücke, som 1905 var dannet i Dresden med kunstnere som Kandinskij, Jawlensky, Marc, Macke og Klee.
1912-13 deltog Lytras i Balkankrigene. Tilbage i Grækenland blev han medlem af den i 1917 dannede Omas Techni ('Art Group', 'Kunstgruppen').) som var dannet 1917 og repræsentant for tidlig græsk modernisme.
Fra 1923 til sin død 1927 var Lytras leder af kunstmuseet i Athen.
| - Portrætter - Marika Apostolou, 1906 - Portræt af K.M. som lille, 1914 'Portrait of little K.M' - Mandsportræt, 1915 - Mælk, før 1917 - Portræt af Maria Hors/Horsch, 1916-17 Lytras' hustru - Stråhatten(en) - Portræt af Foula M. [Sophia Mimikou], ca. 1925 - Skrælning af kvæder, 1925 - Kunstneren i atelieret, før 1927 'Artist at atelier' - Maleren Oumvertos Argyros(de), ukendt dato |

| - Andre værker af Lytras Nikolaos - Sejlbåd, o. 1925 Pánormos på Tinos) - Kokkinaras, ml. 1915 og 1927 (bjeregn ved Athen ?) - Fyr, 1925-1927 Faros (græsk) |

| - Penteli, 1915-20 - Hvedemark, før 1920 - Landskab Vodena, 1920 (nuværende Edessa) - Landskab ved kyst med sejlskib, ca. 1925 - Bro i skov, ukendt dato Γέφυρα στο δάσος - Æslet, ukendt dato Το γαϊδουράκι |